# Bogáncs (film)
A Bogáncs Fejér Tamás által rendezett fekete-fehér, 1958-ban forgatott magyar kalandfilm. Fekete István azonos című regényének filmváltozata. 
Magyarországon 1959. június 11-én, Finnországban 1962. szeptember 23-án és a ZDF-en 1968. január 1-jén mutatták be.

## Cselekmény
Bogáncs egy okos és szeretetre méltó nyájőrző pumi. Az állami gazdaság juhászának, Galamb Máténak (Makláry Zoltán) a kutyája. Egy nap elkóborol és csapdába esik. Egy megkeseredett artista, Dodó (Barsy Béla) menti meg. Dodó és Bogáncs összebarátkoznak, az artista úgy gondolja, hogy a kutya megfelelő partner lenne egy cirkuszi számban, de az a bemutató előtt ismét elkóborol. A városban sintérek fogják be, de a Gyepmester (Kibédi Ervin) megkedveli, így nem lesz belőle kísérleti állat. Ezután Bogáncs visszakerül a cirkuszba, ahol gazdája megtalálja őt. A másodszor is elhagyott artistához visszatér barátnője, Suzanne (Vass Éva).

## Főszereplők
- Makláry Zoltán – Galamb Máté
- Siménfalvy Ida –
- Barsy Béla – Dodó
- Vass Éva – Suzanne
- Szabó Ernő – Oszkár
- Kállai Ferenc – Piktor
- Bárdy György – sofőr
- Kibédi Ervin – gyepmester
- Gönczöl János – cirkuszigazgató
- Kiss Ferenc – Császár Mihály
- Tordy Géza – Jóska
- Weiser Antal – Jancsi
- Garas Dezső – vendég a kocsmában
- Bán Zoltán – néző a cirkuszban

További szereplők: Apáthi Imre, Balogh Edina, Balogh Emese, Bázsa Éva, Forgács László, Gyapay Ivette, Hamvay Lucy, Hlatky László, Kiss Manyi, Misoga László, Paláncz Ferenc, Peti Sándor, Psota Irén, Raksányi Gellért, Siménfalvy Sándor, Szabó Ottó, Vándor József